# آلف مكميخاييل
آلف مكميخاييل (بالإنجليزية: Alf McMichael)‏ مواليد 1 أكتوبر 1927 في بلفاست - الوفاة 7 يناير 2006، كان لاعب كرة قدم إنجليزي كان يلعب كمدافع. سبق له أن لعب في كأس العالم لكرة القدم مع منتخب بلاده.

## المسيرة الاحترافية

### أندية لعب لها
- نادي لينفيلد
- نيوكاسل يونايتد

## روابط خارجية
- آلف مكميخاييل على موقع الاتحاد الدولي (مؤرشف)  (الإنجليزية)
- آلف مكميخاييل على موقع قاعدة بيانات كرة القدم.إي يو (الإنجليزية)
- آلف مكميخاييل على موقع ناشيونال فوتبول تيمز (الإنجليزية)
- آلف مكميخاييل على موقع عالم كرة القدم.نت (الإنجليزية)